# Úbeda
Úbeda é um município da Espanha na província de Jaén, comunidade autónoma da Andaluzia. O município tem 397,1 km² de área e em 2021 tinha  habitantes (densidade: 86,1 hab./km²). O centro histórico da cidade foi declarado Patrimônio Cultural da Humanidade pela UNESCO, juntamente com o da cidade vizinha, Baeza, em 3 de julho 2003, seguindo os critérios (ii) e (iv). É uma das cidades espanholas mais ricas em monumentos do Renascimento, além de dotada de uma arquitetura fruto das trocas culturais entre espanhóis e árabes ao longo da Idade Média.
Úbeda é um importante centro de atração, que exerce sua influência sobre uma área comercial com mais de 150 mil habitantes. A cidade conta com órgãos e instituições como o Hospital San Juan de la Cruz, grandes centros educacionais e universidades (em destaque, UNED e SAFA), um Centro del Professorado (CEP), delegações de finanças e de segurança social. O cantor Joaquín Sabina tem um mural nas ruas da sua cidade natal, Úbeda, realizado por Miguel Ángel Belinchón.
A economia do município é baseada principalmente no setor terciário, comércios e administração, além da agricultura, em destaque a produção azeiteira, que ocupa papel fundamental na renda da cidade: Úbeda é uma das maiores produtoras e vendedoras de azeite de Jaén. A indústria e o turismo cultural são atividades complementares.

## Topografia
Úbeda tem uma localização privilegiada, estando situada num grande planalto entre os rios Guadalimar e Guadalquivir, com uma altitude máxima de 1.036 metros, com acesso aos principais polos urbanos da região. A topografia e o elevado potencial de recursos, tornam o território favorável e atrativo à ocupação humana.

## Clima
Segundo a classificação climática de Köppen, Úbeda possui um clima mediterrâneo, os invernos são amenos e os verões quentes e secos. Durante o ano, a temperatura geralmente varia de 0°C a 35°C e raramente cai abaixo de -4°C ou sobe acima de 39°C. 

### Melhor época do ano para visitar
O índice de turismo favorece dias claros e sem chuva, com temperaturas entre 18°C e 27°C. Dessa forma, a melhor época do ano para visitar Úbeda, para atividades turísticas ao ar livre, é entre os meses de junho e setembro. 

## Demografia
| Variação demográfica do município entre 1991 e 2004 | Variação demográfica do município entre 1991 e 2004 | Variação demográfica do município entre 1991 e 2004 | Variação demográfica do município entre 1991 e 2004 |
| --------------------------------------------------- | --------------------------------------------------- | --------------------------------------------------- | --------------------------------------------------- |
| 1991                                                | 1996                                                | 2001                                                | 2004                                                |
| 30 538                                              | 32 086                                              | 32 926                                              | 33 511                                              |

## História

### Pré História e Antiguidade
Uma lenda diz que Úbeda foi fundada por Túbal, descendente de Noé. O nome da cidade deriva, segundo relatos míticos, do rei Ibiut. Constam na Pedra velha de Úbeda, a velha, atualmente no museu arqueológico, os seguintes versos, que evocam a história antiga da cidade:
Tubal me hizo primero/ Ibero el segundo fue/ Idubeda es el tercero/ Bétula soy de los tres.
[Túbal me fez primeiro/ Íbero o segundo foi/ Idúbeda é o terceiro/ Bétula sou dos três.]
Em termos arqueológicos, os primeiros assentamentos em Úbeda remontam à Idade do Cobre, e se localizam no atual Cerro do Alcázar. De fato, as últimas investigações arqueológicas encontraram seis mil anos de antiguidade; Úbeda é a ‘’cidade mais velha – cientificamente documentada – da Europa Ocidental’’, afirma a equipe dirigida pelo catedrático Fransisco Nocete, com base nos resultados que encontraram em 36 datações de Carbono-14 no depósito das Eras do Alcázar.
Existem restos calcolíticos, argáricos, oretanos, visigodos e romanos tardios no terreno onde Úbeda esta assentada. Anteriormente à ocupação romana, havia na região um importante ópido ibérico de população nativa, que os nativos chamavam de Iltiraka. Esse assentamento fortificado se localizava no rio Guadalquivir, 10km a sul da atual cidade. Posteriormente associada à colônia romana de Salária, é hoje conhecida como Úbeda la Vieja (Úbeda, a Velha). O comércio trouxe os gregos e mais tarde os cartagineses à cidade, levando a intercâmbios que permaneceram ativos até o período das guerras púnicas, conflitos que substituíram a supremacia cartaginesa pela romana.
Momento decisivo para a romanização de Úbeda foi a batalha de Ilipa (206 a.C.) – vitória das tropas romanas, comandadas por Cipião, sobre o exército púnico de Asdrúbal, irmão do célebre Aníbal Barca –, que assegurou o domínio romano na Hispânia. É nesse período que a cidade passa a ser conhecida como Bétula (em latim Baetula). Com a decadência de Roma e as invasões bárbaras de godos e vândalos, a região foi completamente arrasada. Os saques deixaram o assentamento destruído, fazendo com que os habitantes da eminência entre os vales dos rios Guadalimar e Gaudalquivir se assentassem sobre o local onde hoje se encontra Úbeda.

### Idade média
As invasões árabes do Século IX deram mais importância à cidade. O Emir de Córdova Abderramão II refundou a cidade sob o nome de Ubbadat Al-Araba (Úbeda dos árabes), com a intenção de controlar revoltosos moçárabes na vizinha Baeza. A desintegração do Califado de Córdova no século XI fez da cidade objeto de conflitos entre os taifas islâmicos da Almería, Granada, Toledo e Sevilha. Nessa época, Úbeda tornar-se-ia um dos centros comerciais e artesanais islâmicos mais proeminentes do Alandalus.
No fim do Século XI, entretanto, os conflitos internos entre os mouros fizeram com que Úbeda se rendesse aos cristãos, sob Afonso VI. No século seguinte, os reis castelhanos aumentaram progressivamente a pressão sobre o Alto Guadalquivir; Úbeda é mencionada como cenário de episódios bélicos dos mais variados, tendo trocado de mãos entre os mouros e os cristãos diversas vezes. Nesses tempos conturbados, a cidade foi saqueada e devastada em inúmeras ocasiões, até ser definitivamente reconquistada  em 1233 por Fernando III – ao fim de seis meses de cerco castelhano, a cidade capitulou, ação que evitou novas matanças.
Durante o Século XIV, a guerra civil entre Pedro I de Castela e Henrique II de Trastâmara assolou a cidade. Saques por Maomé V de Granada contribuíram para um clima de decadência que reavivou rivalidades entre bandos locais. Tumultos durante esse século culminaram na demolição das fortificações e estruturas bélicas – similarmente ao que ocorreu em Baeza – em 1506, por ordem real, com o intuito de por fim ás rivalidades.

### Era Moderna
Desde o início do período cristão de Úbeda, a jurisdição da cidade foi consideravelmente expandida, chegando a fazer fronteira com Granada, a sul. Vale lembrar que La Loma, comarca em que a cidade se localiza, era um centro geo-estratégico importante, além de dominar diversas vias de comunicação e rotas comerciais. Todos esses fatores, somados à conquista de Granada pelos cristãos ao longo do século XV (o que encerrou um período muito conflituoso, o da chamada Reconquista), contribuíram para o surgimento de uma idade de esplendor no Século XVI. A unificação das coroas de Aragão e Castela trouxe um período de paz e desenvolvimento econômico para a região, que durou por toda a era de ouro do Estado Espanhol. Baseada principalmente na agricultura, a cidade contou no período com um relevante crescimento demográfico, alcançando 18000 habitantes (número expressivo para a época), chegando a ser uma das maiores áreas urbanas da Espanha. Nessa época, nobres de famílias de Úbeda atingiram posições de alto nível na Monarquia Espanhola. Francisco de los Cobos, por exemplo, tornou-se Secretário de Estado do Imperador Carlos V. A sofisticação da casta nobre e o consequente mecenato contribuíram para a proliferação de ideais renascentistas na cidade. Datam desse período o palácio Vazquez de Molina e a Capela do Salvador do Mundo. Além da nobreza, a prosperidade econômica também beneficiou o clero – a diocese de Xaén era possivelmente uma das mais ricas da Espanha – e os profissionais liberais, muitos dos quais dariam origem a uma burguesia. Dentre os mercadores mais ricos da cidade destacavam-se judeus e mouriscos.
A decadência do Império Espanhol nos Séculos XVII e XVIII contribuíram para um período de declive na história de Úbeda. A ausência de uma política protecionista alavancou um declínio na economia artesanal da cidade; centros comerciais como Sevilha passaram a controlar rotas de comércio antes sob domínio de Úbeda. A expulsão dos mouriscos em 1609 também foi fator importante na decadência econômica, visto que essa camada constituía uma das principais castas comerciais do local. Desastres naturais também não faltaram: um surto de peste em 1681 e os impactos sísmicos do Terremoto de Lisboa de 1755 se somaram às circunstâncias da crise. A Guerra de Sucessão Espanhola, no início do Século XVIII, também foi relevante na estagnação financeira de Úbeda; os esforços de guerra empreendidos demandaram elevação altíssima de impostos, destruindo uma economia já em ruínas.

### Idade Contemporânea
A decadência se arrastou até o Século XIX; as desgraças da Guerra Peninsular não pouparam Úbeda, que se via numa lenta recuperação. Novamente os prejuízos e os saques voltaram, e derrubaram mais uma vez a economia local. Um breve ressurgimento econômico só viria no fim do Século XIX, com a chegada de inovações tecnológicas no campo da agricultura. O patrimônio cultural, entretanto, permanecia sujo e mal cuidado, os palácios do que fora a ‘’Florença da Alta Andaluzia’’ estavam em estado de abandono completo.
Uma tímida recuperação, baseada na chamada retórica regeneracionista, se esboçava nas primeiras décadas do Século XX. A Guerra Civil dos anos 30, contudo, mergulhou-a mais uma vez em estado de depressão.
A recuperação viria com mais força nos anos 60 e 70  com uma política desenvolvimentista patrocinada por Francisco Franco, que contribuiu para um crescimento industrial na cidade. O reconhecimento do valor histórico de Úbeda veio com a nomeação, junto da vizinha Baeza, à Patrimônio Mundial da Humanidade, em 2003.

## Gastronomia

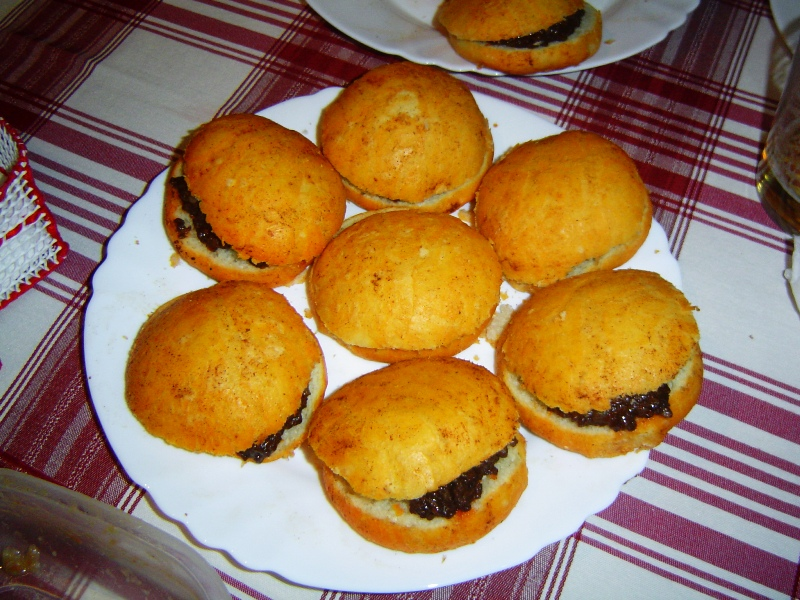
Ochíos

A cozinha ubetense é basicamente mediterrânea, com abundância de leguminosas, cereais, carnes de caça e, claro, azeite e azeitonas. Alguns pratos notáveis são as migas, os ochíos, la perdiz en espache,  os buñuelos fritos   no em azeite extra virgem e sobremesas como o hornazo (um bolo de azeite com matalauva e um ovo cozido ao centro) e os papajotes.

Outros pratos tradicionais a se destacar são a sopa de feijão com berinjela, guisado de grão de bico com acelga, grão de bico mareaos ou morrococo, os andrajos com bacalhau ou lebre, ajilimojili, pipirrana e as empanadillas de la vigilia.

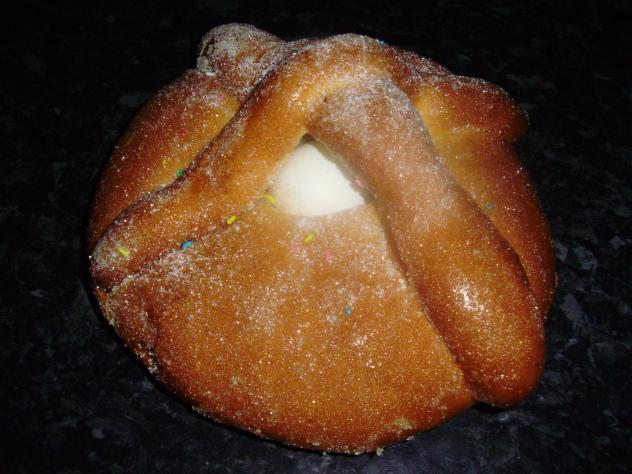
Hornazo

Quanto aos pastéis e doces, vale destacar, além dos ochíos e hornazos, os borrachuelos, os bolos de Candelária, os roscos de Jesus, os deliciosos papajotes e as tostadas. Também existe uma variedade muito popular de sangria com pêssego, chamada cuerva.
Outra tradição culinária é a “ligada” ou "ligá”, que consiste em comer pagando apenas a bebida devido à enorme quantidade de tapas, pratinhos de petisco. Os espanhóis tem o costume de ir de bar em bar experimentando um gostinho das melhores tapas do lugar. Além disso, Úbeda tem uma oferta própria de tapas adaptadas à gastronomia local: à base de ochíos, chouriço, picadillo, andrajos, linguiça local, tudo preparado com azeite.

## Artesanato
Úbeda é famosa pela sua indústria de artesanato, bem como pela fabricação de produtos como os ubedíes – tapetes de esparto tecidos à mão e bordados – e diversos objetos de olaria, ferro e cerâmica, além da tecelagem e curtimento de objetos. Ambas as indústrias têm uma grande importância na economia de Úbeda.

## Dança tradicional
A dança típica de Úbeda é, especificamente, o Bolero de Úbeda. Essa dança costumava ser realizada nas festas populares da cidade em que todos participavam com trajes regionais.

## Festas e celebrações religiosas
• Jornada Gastronômica do Renascimento - de janeiro a março -  Restaurantes participantes por toda a cidade, servem menus tradicionais da cozinha renascentista, com diversas receitas originais do séculos XVI e XVII.
• Feira de São Miguel - 28 de setembro até 4 de outubro -  Festa patronal de São Miguel Arcanjo, no dia 29 de setembro, mesma data de reconquista da cidade por Fernando III em 1233. Além de espetáculos de touros e apresentações musicais, é oferecido a Mostra de Teatro de Outono, um espaço na feira com stands e atrações, com inúmeras atividades infantis, esportivas e culturais.
• Muestra de Teatro de Otoño de Úbeda - final de setembro ao início de dezembro -  É um dos projetos culturais dedicados ao cenário mais importante da comunidade autônoma de Andaluzia. Companhias de teatro de diferentes vertentes artísticas se apresentam em vários locais, como o Teatro Ideal Cinema e a Igreja de São Lorenzo, dando a cada edição o Prêmio Nacional de Teatro Antero Guardia à diferentes personalidades ou entidades de relevância nacional.
• Fiesta de San Isidro Labrador - 15 de maio -  Devido à importância do cultivo de oliveiras, da agricultura e da quantidade de recursos econômicos que contribui para a cidade, a festa de São Isidro Labrador é celebrada com uma festa principal na igreja de San Isidoro, uma procissão na qual a figura do Santo é acompanhada por dezenas de agricultores, carroças agrícolas e pecuárias, banda musical, cavalaria e tratores decorados. Antes disso, a irmandade organiza eventos para toda a cidade, como festivais, palestras de colóquio sobre agricultura e azeite, jogos infantis, competições gastronômicas, entre outros. Essas atividades acontecem no fim de semana antes ou depois do dia 15 de maio. Da mesma forma, festivais populares são celebrados no povoado de El Donadío.

## Patrimônio Cultural
O patrimônio cultural de Úbeda reflete as intervenções renascentistas, as festas, tradições, arquitetura, artes, culinárias, música e manifestações populares locais. 

### Patrimônio cultural imaterial
O patrimônio cultural imaterial de Úbeda consiste na gastronomia, dança, artesanato, festas, tradições, artes, culinárias, música e manifestações populares locais.

### Patrimônio cultural material
A estrutura urbana consiste em um recinto amuralhado, típica das províncias hispano- muçulmanas do final da Idade Média. Além dela, é considerado patrimônio cultural material as pessoas que viveram e vivem no município.
A cidade possui 48 monumentos notáveis e mais de uma centena de outros edifícios, a maioria em estilo renascentista, equilibrados com o estilo árabe, gótico e barroco. Tudo isso levou Úbeda a ser a segunda cidade espanhola declarada Património Histórico-Cultural, em 1955.Finalmente, foi declarada Património da Humanidade em 2003, pela UNESCO.
Na cidade existem nove edifícios declarados Monumento Nacional, e quase vinte outros declarados Bens de Interesse Cultural (BIC).
Apesar disso, grande parte dos monumentos não sobreviveram até os dias atuais. Os principais monumentos os quais permaneceram e são citados no artigo são:
1. A Muralha
2. Praça da Andaluzia
3. Torre do Relógio
4. Porta do Rosal ou Porta de Sabiote
5. Igreja de São Pedro e Palácio de Los Orozco
6. Convento de Santa Clara
7. Museu de Cerâmica Paco Tito
8. Casa do Museu de Arte de Andaluzia
9. Praça Vásquez de Molina
10. Sagrada Capela do Salvador do Mundo
11. Basílica de Santa María de los Reales Alcázares
12. Palácio das Cadeias
13. Palácio de Deán Ortega
14. Palácio do Marquês de Mancera
15. A Cadeia do Bispo
16. O Celeiro
17. Estátua a Valdevira
18. Hospital dos Velhos Honrados de Salvador
19. Praça do Primeiro de Maio
20. Igreja de São Paulo
21. Antigas Prefeituras
22. Convento de São Miguel
23. Palácio "Vela de los Cobos"
24. Palácio dos Condes de Guadiana
25. Casa das Torres
26. Convento da Imaculada Conceição
27. Palácio de Don Luís de la Cueva
28. Palácio do Marquês de Rambla
29. Palácio de "los Medinilla"
30. O Alcácer
31. Igreja de São Nicolau de Mira
32. Hospital de Santiago
33. Praça dos Touros de Úbeda
34. Mercado Municipal de Suprimentos
35. Edifício dos Correios
36. Ponte Ariza
37. Zona Arqueológica de Úbeda "la Vieja"[8]

Além desses, outros monumentos que compõem Úbeda são:

Casas judías del Barrio del Alcázar y de la Gradeta de Santo Tomás
Ruinas da antiga Iglesia de Santo Tomás
Casas de Hernán Crespo
Casa de los Carvajales
Casa de los Salvajes
Casa Solariega de los Moya
Casa dos Templários
Casa-Palácio dos Granada
Casa de la Tercia
Palácio dos Torrente
Palácio dos Manueles
Casa del Blanquillo
Casa dos Seguras
Palácio dos Morales
Casa del alquimista de Luna y Sol
Casa da Inquisição
Palácio do Conde de Gavia ou Quartel de Santa Clara
Casa de Juan de Valencia

#### 1.Muralha (BIC)
De importância estratégica e defensiva, foi posteriormente utilizada como alfândega contra muleteiros e mercadores, bem como para controle de pragas.
O também denominado Muro de Úbeda encontra-se em grande parte conservado.

#### 2.Praça da Andaluzia
É o centro de Úbeda. Devido a sua origem medieval, é também denominada "Praça Velha" e desde o período medieval, encontra-se no exterior da muralha. Junto à desaparecida entrada de Toledo, a praça servia de entrada à cidade.
Possui um monumento ao General Saro.

#### 3.Torre do Relógio
Situada na Praça da Andaluzia, a Torre do Relógio fazia parte das muralhas originais do século XIII e tinha, portanto, a função de defender a cidade.
No século XVI se tornou uma torre formada por um relógio e um campanário.
A parte inferior da Torre apresenta uma imagem de Nossa Senhora dos Remédios, na qual os reis Carlos V e (seu filho) Filipe II prometeram preservar os foros de Úbeda.

#### 4.Porta do Rosal ou Porta de Sabiote
A Porta do Rosal exemplifica as técnicas muçulmanas de construção que foram utilizadas ainda depois da Reconquista cristã. Essa porta já recebeu diferentes nomes: em 1574 foi chamada Puerta del Losal, em 1634 foi denominada de Puerta del Rosal e os registros de 1776 apresentavam-a como La Fuente Seca. Depois, recebeu o nome de Puerta de Sabiote.
Sua construção era formada por um arco duplo em ferradura apoiado em base, em colunas octogonais unidas. Durante o século XVI foi alterada pela construção de um arco semicircular mais alto que os anteriores, que é projetado na frente deles.

#### 5.Igreja de São Pedro e Palácio dos Orozco
A Igreja foi construída entre os séculos XIV e XVII e é a terceira paróquia mais antiga de Úbeda.
O Palácio dos Orozco encontra-se em frente à Igreja. Alguns ancestrais da família Orozco, em conjunto a Fernando III, participaram da conquista de Úbeda. O interior é formado por um pátio central e o piso superior é formado por uma galeria com arcos multilobulados. O arquiteto do palácio permanece em anônimo.

#### 6.Convento de Santa Clara (BIC)
Um dos conventos mais antigos de Úbeda, foi ocupado pelas Irmãs Clarissas.

#### 7.Museu de Cerâmica Paco Tito
O Museu de Cerâmica Paco Tito, “Memórias do Cotidiano” está presente em um casarão cuja construção remonta os séculos XV e XVI.
O museu apresenta um dos seis últimos fornos árabes que ainda funcionam no território espanhol.

#### 8.Casa do Museu de Arte de Andaluzia
É uma tradicional casa de exposição da Arte de Andaluzia do final do século XV. O acervo consiste em peças da cultura cristã, judaica e mourisca.

#### 9. Praça Vásquez de Molina
É o coração monumental do município, e foi em grande parte responsável pelo título recebido por Úbeda de Patrimônio da Humanidade.
O conjunto trapezoidal é dado pela união de vários espaços.

##### 10. Sagrada Capela do Salvador do Mundo(BIC)
É o monumento mais representativo de cidade. Em conjunto a uma universidade, um hospital e um palácio, a Sagrada Capela do Salvador do Mundo fazia parte de um extenso programa artístico, com o intuito de aumentar a fama e a glória do secretário pessoal de Carlos V.  Foi construída no ano de 1536.
[IMAGEM do teto, do interior e do exterior]

##### 11. Basílica de Santa María de los Reales Alcázares (BIC)
É também denominada de Igreja Maior, e é declarada Monumento Nacional. A Igreja está em um terreno arqueológico da Idade do Bronze. Foi edificada sobre os vestígios de uma mesquita após a conquista de Úbeda em 1233 por Fernando III. Passou por uma restauração no ano de 1983.

##### 12. Palácio das Cadeias (BIC)
É a atual sede da Câmara Municipal de Úbeda. É também conhecida como Palácio Vásquez de Molina.

##### 13. Palácio de Deán Ortega (BIC)
É um Monumento Nacional e encontra-se junto à Sagrada Capela do Salvador. Hoje, é um hotel-museu. Foi encontrada no século XVI.

##### 14. Palácio do Marquês de Mancera (BIC)
Foi residência de Pedro Toledo, o primeiro Marquês de Mancera, décimo quinto vice-rei do Peru e capitão.
Foi construído sobre o desaparecido Arco de Alcázar de Úbeda.

#### 15. A Cadeia do Bispo
Na Cadeia do Bispo foram encontrados vestígios de necrópole ibérica que datam a.C. No século XVIII era destinado à prisão de religiosos.

#### 16. O Celeiro
No século XIX foi reformado e passou a ser uma prisão civil. Hoje é a Delegacia do Corpo Nacional da Polícia.

#### 17. Estátua a Valdevira
Estátua que retrata o arquiteto renascentista Andrés de Valdevira. Encontra-se na parte de trás da “Catedral de Jaén” e apresenta uma placa com uma citação do diálogo de Mercúrio e Caronte, de Afonso de Valdés:
“(...) todos os sábios direcionam suas obras para ganhar fama neste mundo e glória no próximo; digo boa fama, não pelo orgulho, mas para que Deus seja honrado com um bom exemplo do que com sua vida e obra eles poderão eles poderão levá-lo que virá depois. ”
Obra do escultor Francisco Palma Burgos.

#### 18. Hospital dos Velhos Honrados de Salvador (BIC)
É situado à direita da Sagrada Capela do Salvador e é declarado Monumento Nacional.

#### 19. Praça do Primeiro de Maio
Era denominada Praça Maior e é conhecida como Passeio do Mercado. Possui o monumento de mármore a São João da Cruz e abriga o Instituto de Educação Secundária Francisco de los Cobos ou  “IES Francisco de los Cobos.
A praça apresenta dois edifícios notáveis: a Igreja de São Paulo e as casas das Antigas Prefeituras.

##### 20. Igreja de São Paulo(BIC)
A Igreja de São Paulo é milenar e acolheu o Concílio de Úbeda. É de estilo renascentista e uma das mais antigas de Úbeda.
Foi declarado Patrimônio Histórico- Nacional em 1926.

##### 21. Antigas Prefeituras
É também conhecida como Palácio do Conselho ou Antiga Câmara Municipal. É atribuída a Francisco del Castillo.
É o atual Conservatório Profissional de Música “María de Molina”.

#### 22. Convento de São Miguel
De estilo barroco e localizado na Rua San Juan de la Cruz encontra-se o Convento de São Miguel da Ordem dos Carmelitas Descalças. Engloba o Oratório de São João da Cruz (Oratorio de San Juan de la Cruz). O interior é dedicado ao santo.

#### 23. Palácio “Vela de los Cobos” (BIC)
Residiu Francisco Vela de los Cobos, o qual foi capitão da Cavalaria e lutou contra os mouros na Guerra de Granada.
Foi desenhado por Andrés de Vandelvira e no século XVIII foi ampliado com um jardim romântico.

#### 24. Palácio dos Condes deGuadiana(BIC)
Esta mansão era o Palácio e Torre de Alicún, até que Juan Luis de la Cueva e Piédrola tomaram posse da propriedade.
Atualmente é o Hotel Palacio de Úbeda, único e primeiro Hotel cinco estrelas de luxo de Úbeda.

#### 25. Casa das Torres
Era a antiga Escola de Artes Aplicadas e Ofícios Artísticos de Úbeda, atualmente denominada Escola de Artes. Ao longo dos séculos sofreu por várias alterações, das quais grande parte é desconhecida ou obtém-se pouca informação. Foi construída por Ruy López Dávalos .

#### 26. Convento da Imaculada Conceição
Convento da Ordem dos Carmelitas Descalços.

#### 27. Palácio de Don Luís de la Cueva (BIC)
É uma casa senhorial construída no século XV que pertenceu à família Cueva, e pertenceu a Luis de la Cueva.
Após um processo de reabilitação, tornou-se um centro municipal multifuncional.

#### 28. Palácio do Marquês de Rambla
O Palácio do Marquês de Rambla foi erguido na antiga muralha e foi construída por Francisco de Molina y Valencia.
Atualmente é um hotel.

#### 29. Palácio de "los Medinilla" (BIC)
Encontra-se na Rua Jurado Gómez e é utilizado para festas e eventos.

#### 30. O Alcácer  (BIC)
O Alcácer era uma fortaleza possivelmente forte, a qual formava um bairro aristocrático e militar onde se alojavam os escudeiros e cavaleiros da defesa militar. Era como uma cidade independente dentro de outra.
Foi demolido entre os anos de 1502 e 1507, e por isso restam apenas vestígios pré-históricos e arqueológicos. Portanto, existe um projeto para a abertura das ruínas à visitação e valorização das ruínas.

#### 31.Igreja de São Nicolau de Mira(BIC)
Por estar longe dos circuitos habituas, é pouco visitada. Em seu interior encontra-se a Capela de Deán.

#### 32.Hospital de Santiago (BIC)
O Hospital de Santiago, situado em Úbeda, foi construído na zona oeste da cidade, pois era a via de entrada que saía de Toledo. Por esse motivo, se formaram pousadas afim de atrair os viajantes que chegavam a Úbeda por esse caminho. Atualmente funciona como centro multifuncional, e recebe exposições e congressos.

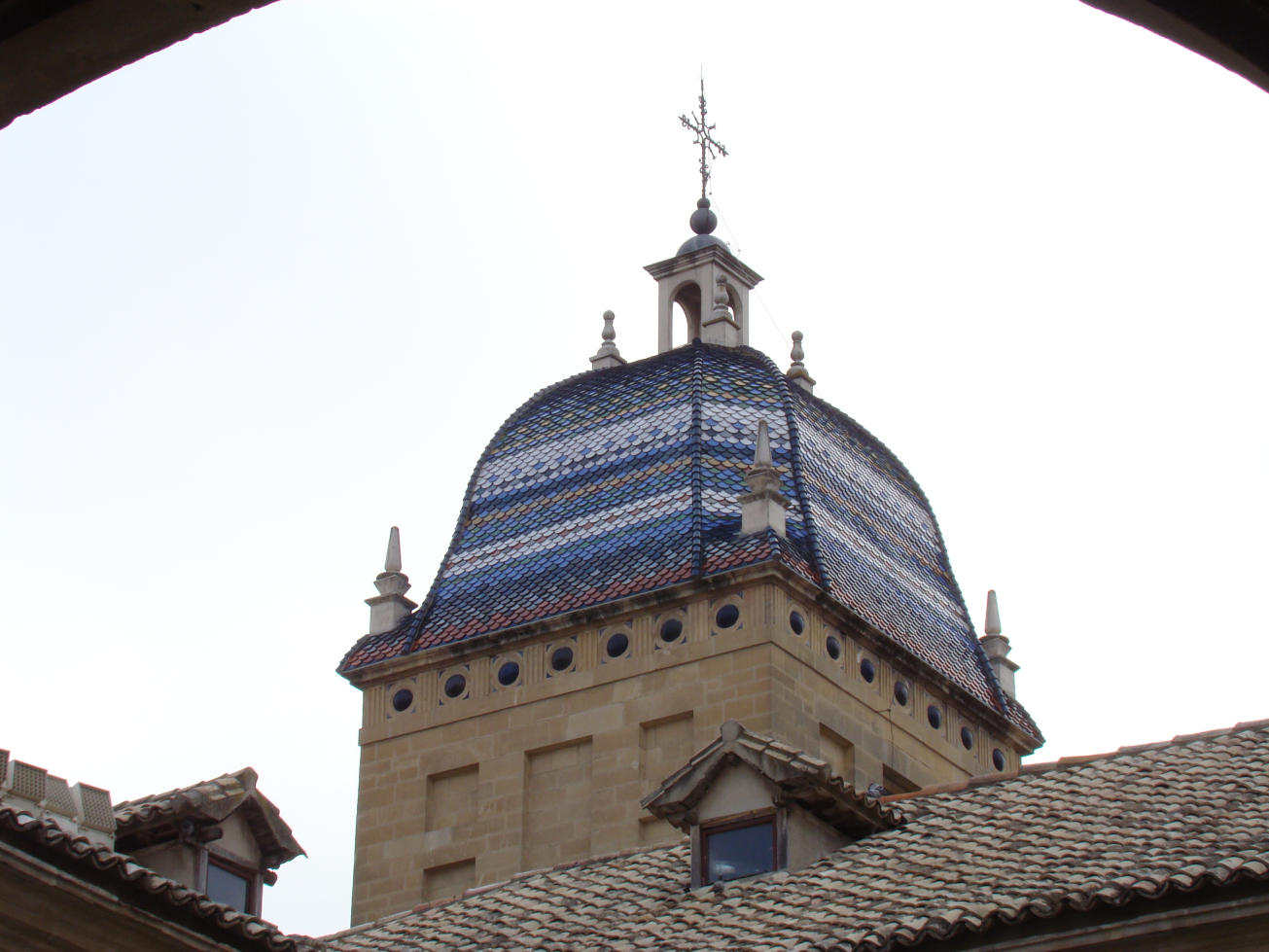
Hospital de Santiago, em Úbeda

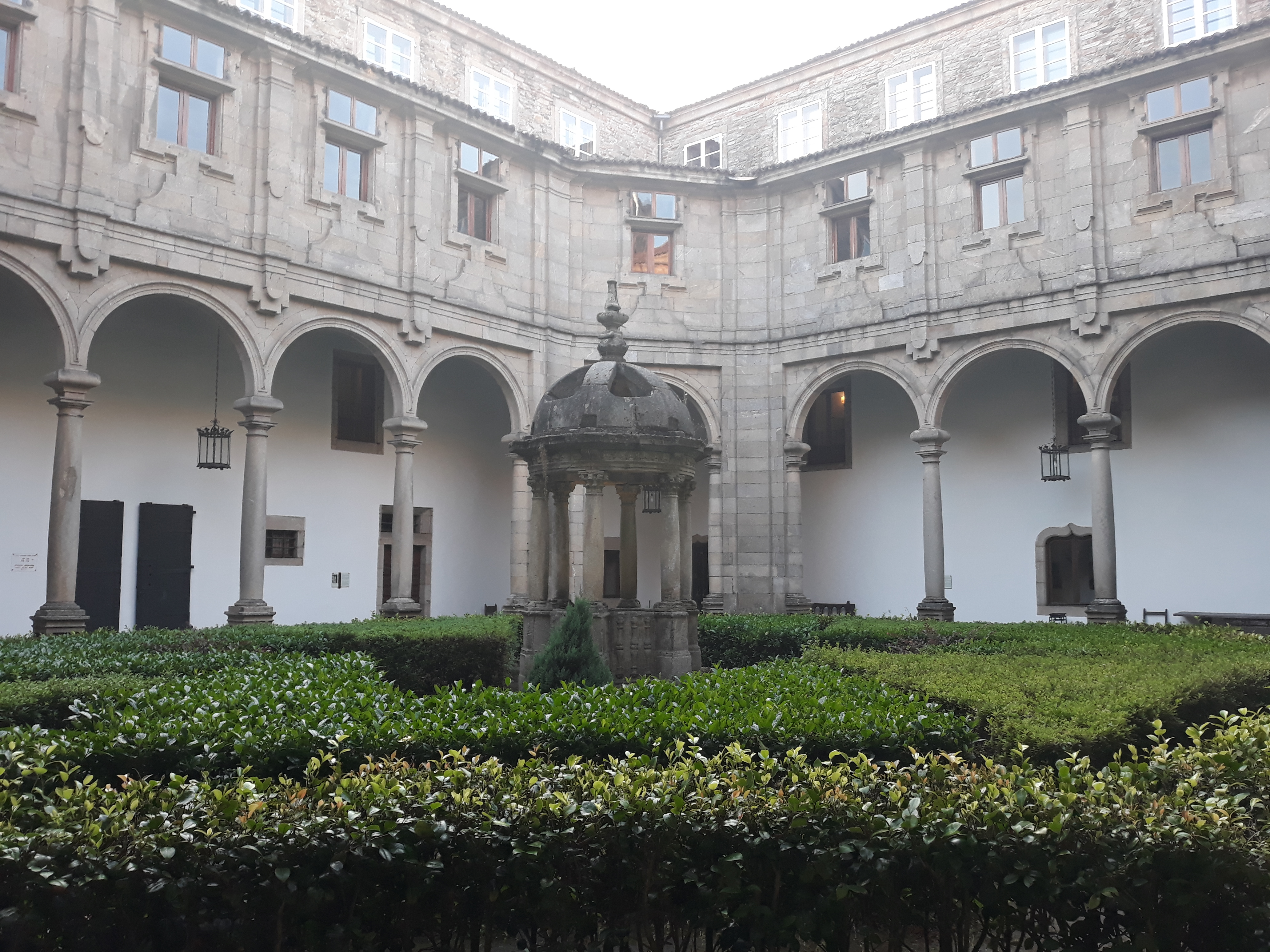
Pátio do Hospital de Santiago, em Úbeda

#### 33. Praça dos Touros de Úbeda(BIC)
É um edifício construído em 1857. Recebe o nome de San Nicasio pois, para sua construção, foram utilizadas pedras de um convento com esse nome.

#### 34. Mercado Municipal de Suprimentos (BIC)
Do ano de 1930, desenhada por Luis Casanova, seguindo o modelo do racionalismo.

#### 35. Edifício dos Correios (Correio) (BIC)
Foi construído em 1964 por Alejandro de la Sota, e é outro exemplo do racionalismo.

#### 36.Ponte Ariza (BIC)
É uma ponte sobre o Rio Guadalamir, e foi mandado construir pela Câmara de Úbeda.

#### 37. Zona Arqueológica de Úbeda "la Vieja" (BIC)
É o nome de um fragmento da Muralha. Embora não tenha sido ainda escavado, sabe-se que é bastante saqueado.

## Relação Úbeda e Baeza e os ODS da ONU
Jaén é a primeira província espanhola a definir seus indicadores para medir o cumprimento dos Objetivos de Desenvolvimento Sustentável.
Nesse âmbito, a FAMP ( Federação Andaluzia de Municípios e Províncias)  promoveu com uma grande maioria de corporações locais com ajuda aprovada para a implementação de Estratégias Integradas de Desenvolvimento Urbano Sustentável, um trabalho para apoiar a gestão desses programas e a organização dessas atividades de treinamento, a fim de promover o desenvolvimento de forma sustentável tanto ambiental quanto energético.
As cidades Úbeda e Baeza se juntam a linhas de ações conjuntas para influenciar o crescimento e desenvolvimento sustentável de ambas. 
Com o investimento nas EDUSI será possível o avanço de áreas urbanas funcionais. E essas cidades se tornaram exemplos a serem seguidos na comunidade europeia.

Os principais objetivos do projeto são melhorar a qualidade de vida da região por meio da criação de atividade econômica e emprego respeitoso com o meio ambiente, conservar a natureza local, otimizar o uso dos recursos naturais e também fomentar mudanças de hábitos e atitudes da população para que sejam mais sustentáveis e possa haver um combate a exclusão social. 